# Großsteingrab Venslev Huse
Das Großsteingrab Venslev Huse ist eine megalithische Grabanlage der jungsteinzeitlichen Nordgruppe der Trichterbecherkultur im Kirchspiel Ferslev in der dänischen Kommune Frederikssund.

## Lage
Das Grab liegt im Osten von Venslev Huse auf einer Wiese. In der näheren Umgebung gibt bzw. gab es zahlreiche weitere megalithische Grabanlagen.

## Forschungsgeschichte
In den Jahren 1873 und 1942 führten Mitarbeiter des Dänischen Nationalmuseums Dokumentationen der Fundstelle durch. Weitere Dokumentationen erfolgten 1985 durch Mitarbeiter der Denkmalbehörde und 1989 durch Mitarbeiter der Forst- und Naturbehörde.

## Beschreibung

### Architektur
Die Anlage besitzt eine schlecht erhaltene nordost-südwestlich orientierte rechteckige Hügelschüttung, über deren Maße unterschiedliche Angaben vorliegen. Der Bericht von 1873 nennt eine Länge von etwa 16 m und eine Breite von etwa 12,5 m. Der Bericht von 1942 vermerkt (wohl fehlerhaft) einen Rundhügel mit einem Durchmesser von etwa 15 m. Der Bericht von 1985 nennt eine Länge von 25 m, eine Breite von etwa 13 m und eine Höhe von 1,5 m. Eine steinerne Umfassung ist nicht erkennbar.
Etwa 6 m vom nordöstlichen Ende des Hügels und 3,6 m von der nordwestlichen Langseite befand sich eine Grabkammer, die bereits vor 1873 zerstört worden war. Sie war nordost-südwestlich orientiert und hatte einen rechteckigen Grundriss. Sie hatte eine Länge von 1,1 m, eine Breite von 0,8 m und eine Höhe von 1,1 m. Die Zahl der Wandsteine ist nicht überliefert. Ihre Zwischenräume waren mit Trockenmauerwerk aus Steinplatten verfüllt. Der Kammerboden wies ein Pflaster aus Steinplatten auf. Auf den Wandsteinen lag ein Deckstein auf, der auf seiner Oberseite zahlreiche Schälchen aufwies. Die Steine wurden nach der Abtragung der Kammer neben dem Hügel tief im Boden vergraben. Der genaue Grabtyp ist nicht bekannt, wahrscheinlich handelte es sich um einen kleinen Dolmen, in der Datenbank Fund og Fortidsminder ist die Kammer allerdings als Steinkiste registriert.

### Funde
In der Grabkammer wurden menschliche Knochen gefunden, aber nicht aufgehoben.